# Musikjahr 1888
Liste der Musikjahre

◄◄ | ◄ | 1884 | 1885 | 1886 | 1887 | Musikjahr 1888 | 1889 | 1890 | 1891 | 1892 | ► | ►►

Weitere Ereignisse
Dieser Artikel behandelt das Musikjahr 1888.

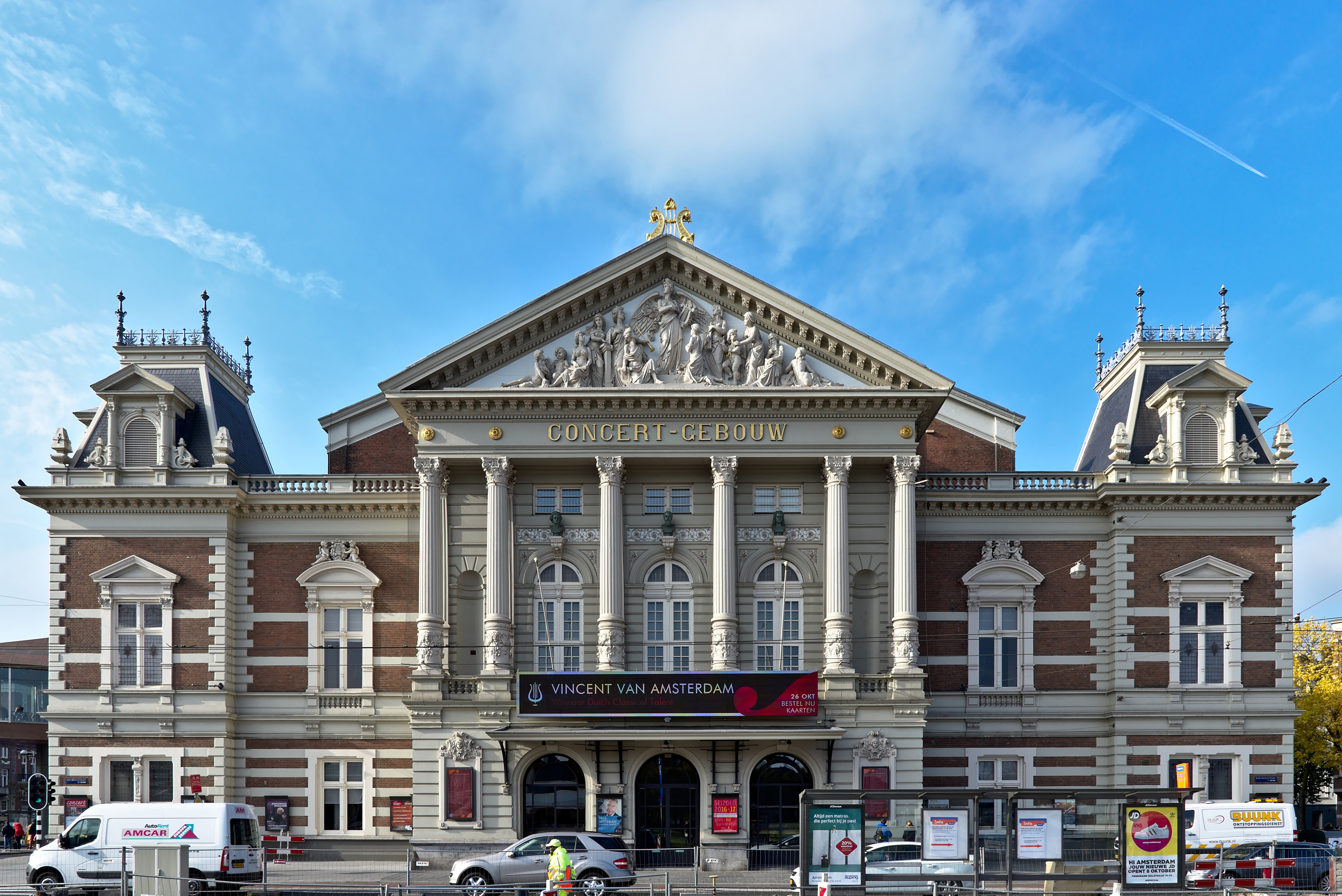
Concertgebouw in Amsterdam

## Ereignisse
- 11. April: Das Concertgebouw in Amsterdam wird eröffnet. Der Architekt Adolf Leonard van Gendt hat sich beim Bau vor allem vom Leipziger Gewandhaus inspirieren lassen.
- 29. Juni: Die erste erhaltene Musikaufnahme in Großbritannien entsteht: Thomas Edisons Agent in London, Colonel George E. Gouraud, nimmt Teile von Händels Oratorium Israel in Egypt, aufgeführt von einem fast 4000-stimmigen Chor im Crystal Palace in London, mit Edisons neuem Wachswalzen-Phonographen auf.

## Instrumentalmusik (Auswahl)
- Eugen d’Albert: Esther. Ouvertüre zu Franz Grillparzer op. 8
- Alfredo Catalani: Canto di primavera (Klaviermusik); A te (Klaviermusik)
- Antonín Dvořák: Vier Lieder op. 82 für Singstimme und Klavier, nach Texten von Otilie Malybrok-Stieler; Liebeslieder op. 83 für Singstimme und Klavier, Text von Gustaf Pfleger-Moravský
- Nikolai Andrejewitsch Rimski-Korsakow: Scheherazade op. 35, Uraufführung am 28. Oktober in Sankt Petersburg; Russische Ostern (konzertante Ouvertüre) op. 36
- John Philip Sousa komponiert den Militärmarsch Semper Fidelis.
- Johann Strauss (Sohn): Donauweibchen (Walzer) op. 427; Reitermarsch op. 428 Uraufführung möglicherweise schon im Dezember 1887; Simplicius-Quadrille op. 429; Soldatenspiel (Polka) op. 430; Lagerlust (Polka) op. 431; Muthig Voran (Schnell-Polka) op. 432; Kaiser-Jubiläum (Walzer) op. 434; Auf zum Tanze (Schnell-Polka) op. 436
- Pjotr Iljitsch Tschaikowski: 5. Sinfonie E-Moll op. 64 Uraufführung am 17. November; Hamlet, Fantasie-Ouvertüre in f-Moll nach Shakespeare op. 67; Sechs Lieder op. 65 auf französischen Text; Nocturne op. 19 Nr. 4, für Violoncello und Orchester; Duett op. 46 Nr. 6, für Gesang und Orchester
- Carl Michael Ziehrer: Weaner Mad’ln, Walzer op. 388

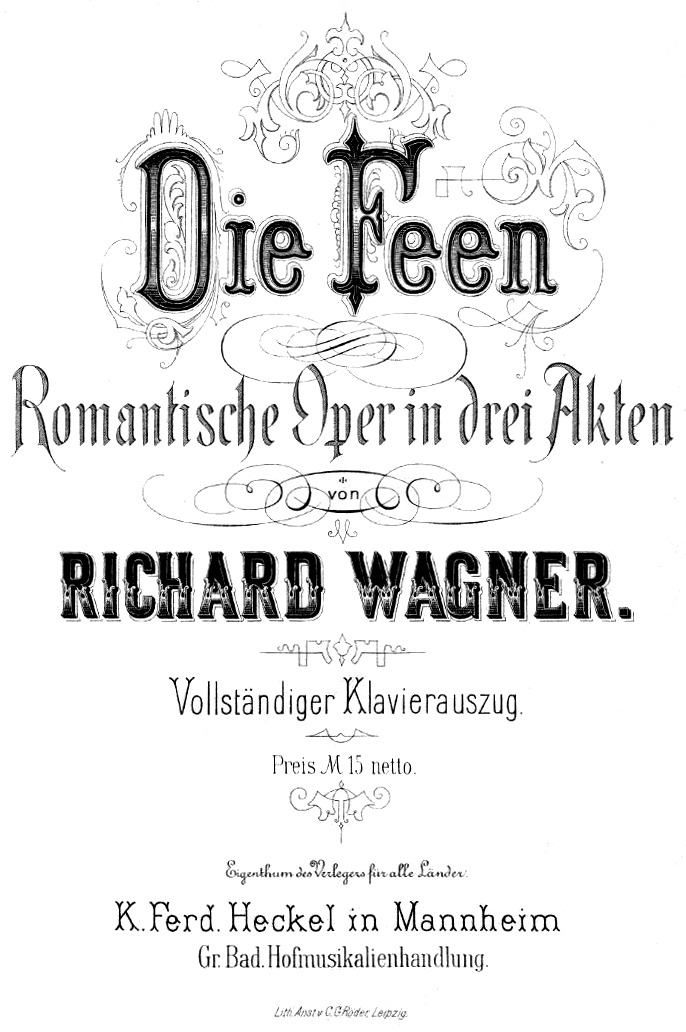
Richard Wagner – Die Feen – Titelblatt des Klavierauszugs, Mannheim 1888

## Musiktheater
- 13. Februar: Uraufführung der Symphonia Tragica von Felix Draeseke in Dresden
- 25. Februar: Uraufführung der Oper Jocelyn von Benjamin Godard am Théâtre de la Monnaie in Brüssel
- 29. Juni: In München wird die Oper Die Feen von Richard Wagner erstmals aufgeführt. Das Werk des 1883 verstorbenen Komponisten entstand bereits im Jahr 1834 und war die erste vollendete Oper Wagners.
- 04. Oktober: Im K. u. k. Hofoperntheater in Wien wird das Pantomimische Divertissement Die Puppenfee mit der Musik von Josef Bayer nach einem gemeinsamen Libretto von Joseph Haßreiter und Franz Gaul uraufgeführt.
- 27. Oktober: Uraufführung der Operette Die Jagd nach dem Glück von Franz von Suppè im Carltheater in Wien.

Weitere Uraufführungen
- Arthur Sullivan: The Yeomen of the Guard (Komische Oper); Macbeth (Bühnenmusik)
- Anton Stepanowitsch Arenski: Traum an der Wolga, (Oper) op. 16
- Adolf Müller junior: Der Liebeshof (Operette)

## Geistliche Musik
- Charles Gounod: Messe solennelle Nr. 4 sur l’intonation de la liturgie catholique g-Moll; Messe de St-Jean, d’après le chant grégorien

## Geboren

### Januar bis Juni
- 01. Januar: Higini Anglès i Pàmies, katalanischer Musikwissenschaftler und Priester († 1969)
- 01. Januar: Frank Stokes, US-amerikanischer Blues-Musiker († 1955)
- 04. Januar: Manuel Aróztegui, uruguayischer Tangopianist und Komponist († 1938)
- 09. Januar: Sister Marie-Stéphane, kanadische Musikpädagogin und Komponistin († 1985)
- 09. Januar: Michael Gitowsky, russischer Opernsänger der Stimmlage Bass († 1945)
- 10. Januar: Ernani Braga, brasilianischer Komponist, Pianist und Dirigent († 1948)
- 12. Januar: Claude Delvincourt, französischer Komponist († 1954)
- 13. Januar: Wassil Boschinow, bulgarischer Komponist († 1966)
- 17. Januar: Paul Dietrich, österreichischer Musiker und Komponist († 1938)
- 20. Januar. Viktor Ebenstein, österreichischer Pianist und Musikpädagoge († 1968)
- 20. Januar: Werner Liebenthal, deutscher Rechtsanwalt und deutsch-israelischer Musiker († 1970)
- 23. Januar: Jerzy Gablenz, polnischer Komponist († 1937)
- 23. Januar: Bianca Stagno Bellincioni, italienische Sängerin und Schauspielerin († 1980)

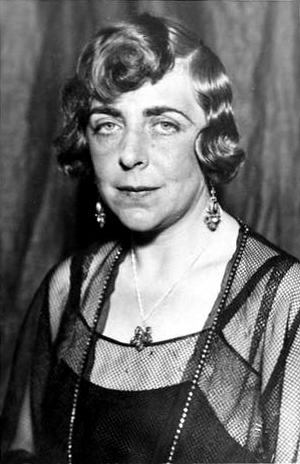
Vicki Baum; * 24. Januar

- 24. Januar: Vicki Baum, österreichische Harfenistin und Schriftstellerin († 1960)
- 02. Februar: Irene Scharrer, englische Pianistin († 1971)
- 03. Februar: Vicente Greco, argentinischer Bandoneonist, Bandleader und Tangokomponist († 1924)
- 05. Februar: Mathilde Ehrlich, österreichische Opernsängerin († nach 1950)
- 05. Februar: Francis William Richter, US-amerikanischer Pianist, Organist, Komponist und Musikpädagoge österreichischer Familienherkunft († 1938)
- 08. Februar: Otto Schilling-Trygophorus, deutscher Jurist und Musikwissenschaftler († 1976)
- 08. Februar: Matthijs Vermeulen, niederländischer Komponist († 1967)
- 19. Februar: Louise Demuth, österreichische Sängerin und Komponistin († 1939)
- 19. Februar: Rosy Wertheim, niederländische Komponistin, Pianistin und Musikpädagogin († 1949)
- 20. Februar: Wassyl Barwinskyj, ukrainischer Komponist, Pianist, Musikkritiker und -lehrer sowie Dirigent († 1963)

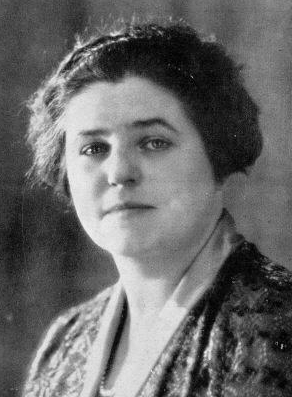
Lotte Lehmann; * 27. Februar

- 27. Februar: Lotte Lehmann, deutsch-US-amerikanische Opernsängerin († 1976)
- 28. Februar: Eugène Bigot, französischer Dirigent und Komponist († 1965)
- 07. März: Marian Teofil Rudnicki, polnischer Dirigent und Komponist († 1944)
- 09. März: Raquel Meller, spanische Sängerin und Filmschauspielerin († 1962)

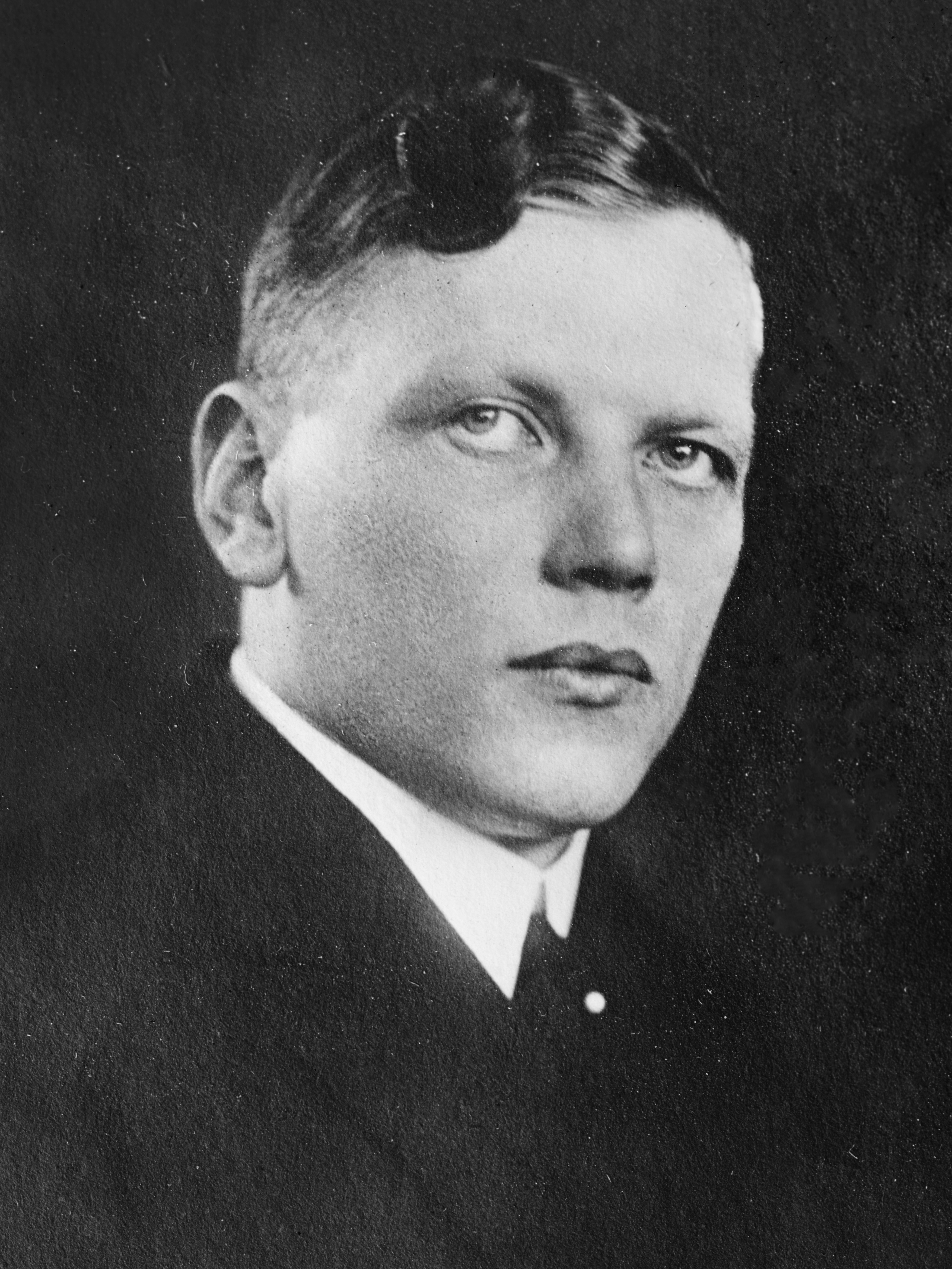
Hans Knappertsbusch; * 12. März

- 12. März: Hans Knappertsbusch, deutscher Dirigent († 1965)
- 16. März: Hans Rudolf Waldburg, österreichisch-deutscher Opernsänger, Schauspieler und Opernregisseur († 1952)
- 18. März: Louis Graveure, englischer Schauspieler und Sänger († 1965)
- 18. März: Gabriel del Orbe, dominikanischer Geiger († 1966)
- 19. März: José Ricardo, argentinischer Tangogitarrist und -komponist († 1937)
- 20. März: Krsto Odak, kroatischer Komponist († 1965)
- 20. März: María Rodrigo, spanische Komponistin, Pianistin und Dozentin († 1967)
- 26. März: Gustav Geierhaas, deutscher Komponist († 1976)
- 01. April: Edith Karin, deutsche Schauspielerin, Operettensängerin und Hörspielsprecherin († 1966)
- 03. April: Tilly de Garmo, deutsche Opernsängerin und Gesangslehrerin († 1990)
- 09. April: Mary Barratt Due, norwegische Pianistin und Musikpädagogin († 1969)
- 09. April: Sol Hurok, ukrainischstämmiger Konzertveranstalter und Manager für klassische Musik in den USA († 1974)
- 12. April: Wilhelm L. Gruner, deutscher Komponist († nach 1936)
- 12. April: Heinrich Neuhaus, russisch-ukrainischer Pianist († 1964)
- 12. April: Manlio di Veroli, italienischer Pianist, Gesangslehrer und Komponist († 1960)
- 13. April: Emil Schreiber, Schweizer Lehrer, Dirigent, Chorleiter, Organist und Mundartschriftsteller († 1972)
- 17. April: Maggie Teyte, britische Sopranistin († 1976)
- 18. April: Frida Leider, deutsche Opernsängerin († 1975)
- 18. April: Harvey Robb, kanadischer Organist, Pianist und Musikpädagoge († 1957)
- 10. Mai: Max Steiner, österreichischer Komponist († 1971)

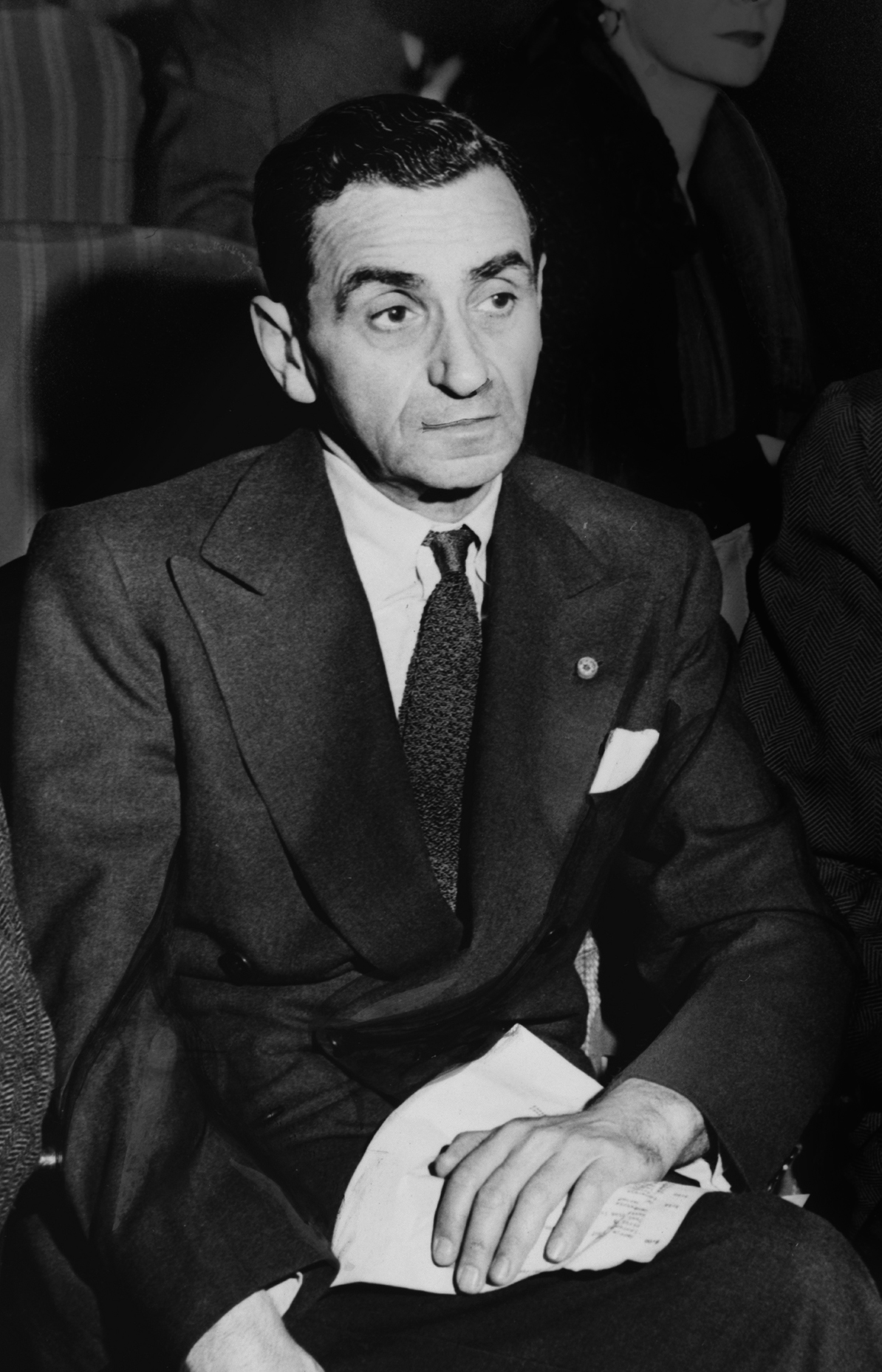
Irving Berlin; * 11. Mai

- 11. Mai: Irving Berlin, US-amerikanischer Komponist († 1989)
- 14. Mai: Nikolai Michailowitsch Strelnikow, russischer Komponist und Musikschriftsteller († 1939)
- 17. Mai: Elisabeth Ohms, niederländische Opernsängerin († 1974)
- 25. Mai: Anatoli Alexandrow, russischer Komponist († 1982)
- 27. Mai: Louis Durey, französischer Komponist († 1979)
- 28. Mai: Johanna Geisler, deutsche Sängerin und Schauspielerin († 1956)
- 01. Juni: Werner Noack, deutscher Kunsthistoriker und Museumsdirektor († 1969)
- 04. Juni: Ingeborg Steffensen, dänische Opernsängerin (Mezzosopran) († 1964)
- 07. Juni: Nils Larsen, norwegischer Pianist, Klavierkomponist und Musikpädagoge († 1937)
- 12. Juni: Melitta Hirzel, Schweizer Gesangspädagogin († 1976)
- 14. Juni: Adolf Jansen, deutscher Tontechniker beim Film († nach 1959)
- 25. Juni: Carl Robrecht, deutscher Musiker, Kapellmeister und Komponist († 1961)

### Juli bis Dezember
- 05. Juli: Jacques de la Presle, französischer Komponist und Musikpädagoge († 1969)
- 06. Juli: Cecil Copping, US-amerikanischer Filmkomponist († 1966)
- 19. Juli: Albert Smijers, niederländischer römisch-katholischer Priester und Musikwissenschaftler († 1957)
- 24. Juli: Einar Ralf, schwedischer Opernsänger und Komponist († 1971)
- 01. August: Vito Frazzi, italienischer Komponist und Musikpädagoge († 1975)

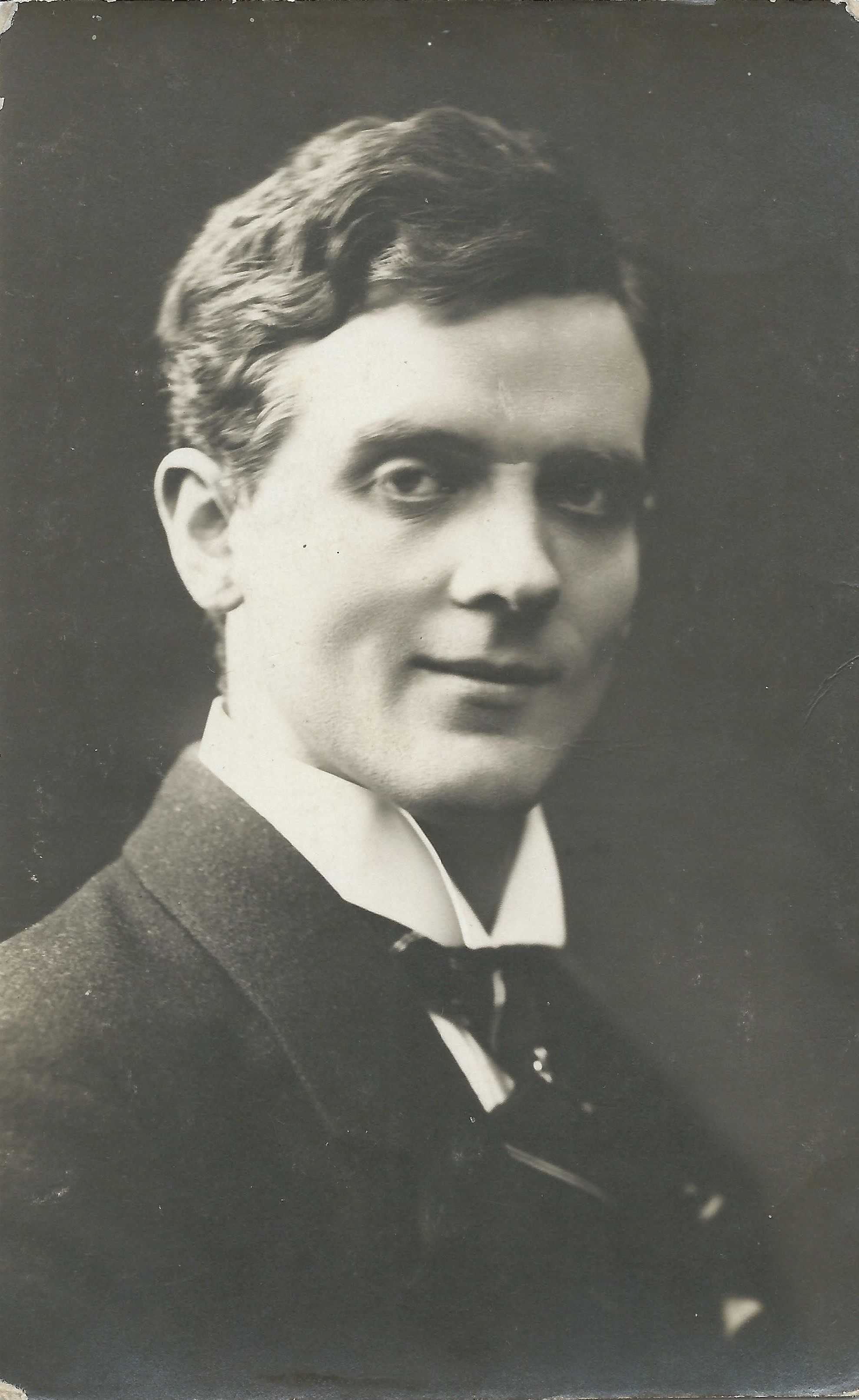
Heinrich Schlusnus; * 6. August

- 06. August: Heinrich Schlusnus, deutscher Opern- und Konzertsänger (Bariton) († 1952)
- 06. August: Arthur Fields, US-amerikanischer Sänger († 1953)
- 10. August: Lauri Ikonen, finnischer Komponist († 1966)
- 11. August: Rudolf Hägni, Schweizer Lehrer, Liedtexter und Schriftsteller († 1956)
- 15. August: Hermann Leopoldi, österreichischer Komponist, Kabarettist und Klavierhumorist († 1959)
- 15. August: Albert Spalding, US-amerikanischer Violinvirtuose und Komponist († 1953)
- 16. August: Antônio de Sá Pereira, brasilianischer Pianist und Musikpädagoge († 1966)
- 22. August: Willi Schur, deutscher Schauspieler, Sänger und Regisseur († 1940)
- 28. August: Lee White, US-amerikanischer Vaudeville-Pianist, Songwriter, Entertainer und Schauspieler († 1949)
- 02. September: Maggy Breittmayer, Schweizer Geigerin († 1961)
- 04. September: La Argentina, spanische Ballett-Tänzerin und Choreografin († 1936)
- 05. September: Marie-Anne Asselin, kanadische Sängerin und Musikpädagogin († 1971)
- 13. September: Sofija Stadnykowa, sowjetisch-ukrainische Schauspielerin und Sängerin († 1959)
- 03. Oktober: Joseph Noyon, französischer Komponist und Kirchenmusiker († 1962)
- 06. Oktober: Max Butting, deutscher Komponist († 1976)
- 09. Oktober: Josesito García Vila, dominikanischer Pianist und Komponist († 1919)
- 11. Oktober: Emil Bohnke, deutscher Bratschist, Komponist und Dirigent († 1928)
- 12. Oktober: Otto Volkmann, deutscher Dirigent und Musikdirektor († 1968)
- 14. Oktober: Carl von Pidoll, deutscher Pianist, Komponist, Schauspieler, Generalagent, Direktor und Schriftsteller († 1965)
- 18. Oktober: Max Hirzel, Schweizer Opernsänger († 1957)
- 22. Oktober: Renzo Bracesco, italienischer Komponist und Musikpädagoge († 1982)
- 25. Oktober: Marek Weber, deutscher Violinist und Orchesterleiter († 1964)
- 08. November: David Monrad Johansen, norwegischer Komponist und Musikkritiker († 1974)
- 09. November: Edmund Konsek, deutscher Chorleiter und Organist († 1958)
- 18. November: Otto Erhardt, deutscher Opern-Regisseur und Musikwissenschaftler († 1971)
- 21. November: Fernande Peyrot, Schweizer Komponistin († 1978)
- 22. November: Hans von Benda, deutscher Dirigent, Musikredakteur und Offizier († 1972)
- 23. November: Al Bernard, US-amerikanischer Sänger († 1949)

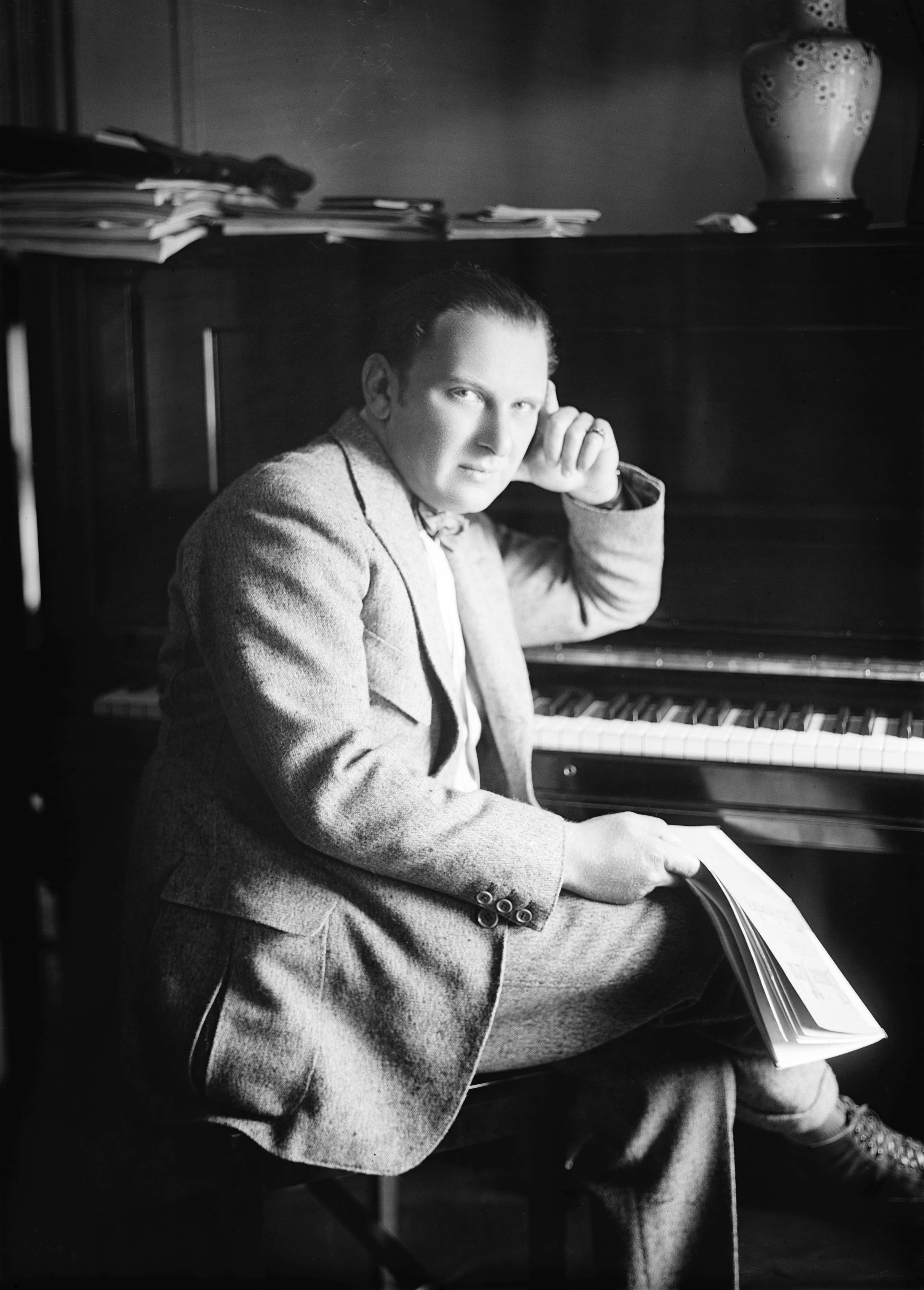
Fritz Reiner; * 19. Dezember

- 26. November: Francisco Canaro, uruguayisch-argentinischer Musiker, Arrangeur, Bandleader und Komponist († 1964)
- 26. November: Werner Kius, deutscher Opernsänger († 1962)
- 27. November: Michael Aures, deutscher Musikpädagoge († 1982)
- 06. Dezember: Willie Eckstein, kanadischer Pianist und Komponist († 1963)
- 06. Dezember: Leticia Euroza, mexikanische Komponistin († 1933)
- 13. Dezember: Fritz Mordechai Kaufmann, deutscher Essayist und Autor über jüdische Volksmusik († 1921)
- 19. Dezember: Fritz Reiner, US-amerikanischer Dirigent († 1963)
- 21. Dezember: Fritz Wurlitzer, deutscher Klarinettenbaumeister († 1984)
- 27. Dezember: Tito Schipa, italienischer Tenor und Komponist († 1965)
- 30. Dezember: Ilse Fromm-Michaels, deutsche Komponistin († 1986)

### Genaues Geburtsdatum unbekannt
- Lonnie Chatmon, US-amerikanischer Bluesmusiker († nach 1950)
- Mert Plunkett, kanadischer Impresario und Komponist († 1966)
- Marc-César Scotto, monegassischer Pianist, Dirigent und Komponist († 1960)

## Gestorben

### Todesdatum gesichert
- 11. Januar: Vilma von Voggenhuber, österreichisch-ungarische Bühnensängerin (* 1841)
- 29. März: Charles Valentin Alkan, französischer Komponist und Klaviervirtuose (* 1813)
- 01. April: Jean Conte, französischer Komponist (* 1830)
- 02. April: Franz Götze, deutscher Violinist, Opernsänger und Gesangslehrer (* 1814)
- 23. April: Fernando Arizti, kubanischer Pianist und Musikpädagoge (* 1828)
- 27. Mai: Max Eichberger, deutscher Opernsänger (* 1850)
- 03. Juni: Engelbert Pirk, Opernsänger (* 1835)

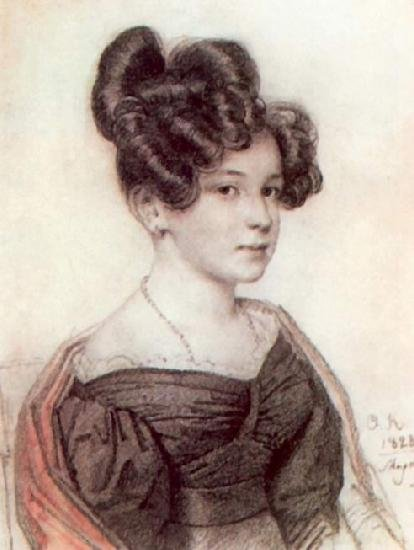
Anna Alexejewna Olenina; † 27. Dezember

- 22. Juni: Edmund Neupert, norwegischer Pianist, Komponist und Musikpädagoge (* 1842)
- 04. Juli: Friedrich Albert Mehmel, deutscher Orgelbauer (* 1827)
- 19. Juli: Mikhail Mishaqa, Historiker und Musiktheoretiker aus dem osmanischen Syrien (* 1800)
- 07. September: Tito Ricordi, italienischer Musikverleger (* 1811)
- 25. September: Horatio Spafford, US-amerikanischer Anwalt und Kirchenlieddichter (* 1828)
- 02. Oktober: John Ella, englischer Geiger, Musikschriftsteller und Konzertveranstalter (* 1802)
- 09. November: Felix Aerts, belgischer Violinist und Komponist (* 1827)
- 09. November: Franz Meinl, mährisch-österreichischer Orgelbauer (* 1807)
- 10. Dezember: Auguste Placet, französischer Violinist und Dirigent (* 1816)
- 27. Dezember: Anna Alexejewna Olenina, russische Sängerin und Autorin (* 1808)

### Genaues Todesdatum unbekannt
- Eduard Bote, deutscher Musikverleger (* 1811)
- Johann Hinrich Färber, deutscher Orgelbauer (* 1820)
- Anne Childes Seguin, US-amerikanische Opernsängerin (* 1809)